# Michael Ngadeu-Ngadjui
Michael Ngadeu-Ngadjui (Bafang, 23 novembre 1990) è un calciatore camerunese, difensore del Beijing Guoan e della nazionale camerunese.

## Caratteristiche tecniche
Difensore centrale, può giocare anche come mediano e centrocampista centrale.

## Carriera

### Club
Dopo esser cresciuto in patria, nel 2010 raggiunge la Germania. Gioca in settima divisione con la seconda squadra del Sandhausen II, poi si trasferisce a Norimberga, sempre per giocare con la squadra riserve, questa volta in quarta serie. Nel 2014 passa in Romania, quindi il 1º luglio 2016 lo Slavia Praga ne acquista il cartellino in cambio di 500000 €. Dopo 3 stagioni, viene ceduto al Gent per 4 500 000 €.

### Nazionale
Il 3 settembre 2016 debutta in nazionale contro il Gambia, sfida vinta 2-0. 
Fa parte dei 23 convocati per la Coppa d'Africa 2017. Schierato sempre nell'undici titolare come difensore centrale, si rende decisivo anche in fase realizzativa, dove realizza prima nella fase a gironi la rete decisiva del 2-1 contro la Guinea-Bissau e va a segno anche nella semifinale contro il Ghana.

## Statistiche

### Presenze e reti nei club
Statistiche aggiornate al 4 novembre 2023.
| Stagione             | Squadra              | Campionato           | Campionato | Campionato | Coppe nazionali | Coppe nazionali | Coppe nazionali | Coppe continentali | Coppe continentali | Coppe continentali | Altre coppe | Altre coppe | Altre coppe | Totale | Totale |
| Stagione             | Squadra              | Comp                 | Pres       | Reti       | Comp            | Pres            | Reti            | Comp               | Pres               | Reti               | Comp        | Pres        | Reti        | Pres   | Reti   |
| -------------------- | -------------------- | -------------------- | ---------- | ---------- | --------------- | --------------- | --------------- | ------------------ | ------------------ | ------------------ | ----------- | ----------- | ----------- | ------ | ------ |
| 2012-2013            | Norimberga II        | RL                   | 23         | 1          | -               | -               | -               | -                  | -                  | -                  | -           | -           | -           | 23     | 1      |
| 2013-2014            | Norimberga II        | RL                   | 31         | 3          | -               | -               | -               | -                  | -                  | -                  | -           | -           | -           | 31     | 3      |
| Totale Norimberga II | Totale Norimberga II | Totale Norimberga II | 54         | 4          |                 | -               | -               |                    | -                  | -                  |             | -           | -           | 54     | 4      |
| 2014-2015            | Botoșani             | L1                   | 28         | 1          | CR+CdL          | 1+0             | 0               | -                  | -                  | -                  | -           | -           | -           | 29     | 1      |
| 2015-2016            | Botoșani             | L1                   | 12+13      | 3+3        | CR+CdL          | 0               | 0               | -                  | -                  | -                  | -           | -           | -           | 25     | 6      |
| Totale Botoșani      | Totale Botoșani      | Totale Botoșani      | 53         | 7          |                 | 1               | 0               |                    | -                  | -                  |             | -           | -           | 54     | 7      |
| 2016-2017            | Slavia Praga         | 1L                   | 27         | 6          | CC              | 4               | 0               | UEL                | 5                  | 0                  | -           | -           | -           | 36     | 6      |
| 2017-2018            | Slavia Praga         | 1L                   | 20         | 1          | CC              | 2               | 0               | UCL+UEL            | 4+5                | 0+1                | -           | -           | -           | 31     | 2      |
| 2018-2019            | Slavia Praga         | 1L                   | 25+4       | 0          | CC              | 3               | 0               | UCL+UEL            | 2+11               | 0+1                | -           | -           | -           | 45     | 1      |
| Totale Slavia Praga  | Totale Slavia Praga  | Totale Slavia Praga  | 76         | 7          |                 | 9               | 0               |                    | 27                 | 2                  |             | -           | -           | 112    | 9      |
| 2019-2020            | Gent                 | D1                   | 29         | 3          | CB              | 1               | 0               | UEL                | 12                 | 1                  | -           | -           | -           | 42     | 4      |
| 2020-2021            | Gent                 | D1                   | 21+6       | 1          | CB              | 0               | 0               | UCL+UEL            | 3+4                | 0                  | -           | -           | -           | 34     | 1      |
| 2021-2022            | Gent                 | D1                   | 28+5       | 1+3        | CB              | 3               | 0               | UECL               | 13                 | 0                  | -           | -           | -           | 49     | 4      |
| 2022-2023            | Gent                 | D1                   | 30         | 1          | CB              | 3               | 0               | UEL+UECL           | 2+9                | 0                  | SB          | 1           | 0           | 45     | 1      |
| Totale Gent          | Totale Gent          | Totale Gent          | 119        | 9          |                 | 7               | 0               |                    | 43                 | 1                  |             | 1           | 0           | 170    | 10     |
| 2023                 | Beijing Guoan        | CSL                  | 29         | 1          | CC              | 2               | 0               | -                  | -                  | -                  | -           | -           | -           | 31     | 1      |
| Totale carriera      | Totale carriera      | Totale carriera      | 331        | 28         |                 | 19              | 0               |                    | 70                 | 3                  |             | 1           | 0           | 421    | 31     |

### Cronologia presenze e reti in nazionale
| Cronologia completa delle presenze e delle reti in nazionale ― Camerun | Cronologia completa delle presenze e delle reti in nazionale ― Camerun | Cronologia completa delle presenze e delle reti in nazionale ― Camerun | Cronologia completa delle presenze e delle reti in nazionale ― Camerun | Cronologia completa delle presenze e delle reti in nazionale ― Camerun | Cronologia completa delle presenze e delle reti in nazionale ― Camerun | Cronologia completa delle presenze e delle reti in nazionale ― Camerun | Cronologia completa delle presenze e delle reti in nazionale ― Camerun |
| Data                                                                   | Città                                                                  | In casa                                                                | Risultato                                                              | Ospiti                                                                 | Competizione                                                           | Reti                                                                   | Note                                                                   |
| ---------------------------------------------------------------------- | ---------------------------------------------------------------------- | ---------------------------------------------------------------------- | ---------------------------------------------------------------------- | ---------------------------------------------------------------------- | ---------------------------------------------------------------------- | ---------------------------------------------------------------------- | ---------------------------------------------------------------------- |
| 3-9-2016                                                               | Yaoundé                                                                | Camerun                                                                | 2 – 0                                                                  | Gambia                                                                 | Qual. Coppa d'Africa 2017                                              | -                                                                      |                                                                        |
| 6-9-2016                                                               | Limbé                                                                  | Camerun                                                                | 2 – 1                                                                  | Gabon                                                                  | Amichevole                                                             | -                                                                      | 88’                                                                    |
| 9-10-2016                                                              | Blida                                                                  | Algeria                                                                | 1 – 1                                                                  | Camerun                                                                | Qual. Mondiali 2018                                                    | -                                                                      | 36’                                                                    |
| 12-11-2016                                                             | Yaoundé                                                                | Camerun                                                                | 1 – 1                                                                  | Zambia                                                                 | Qual. Mondiali 2018                                                    | -                                                                      |                                                                        |
| 5-1-2017                                                               | Yaoundé                                                                | Camerun                                                                | 2 – 0                                                                  | RD del Congo                                                           | Amichevole                                                             | -                                                                      | 77’                                                                    |
| 10-1-2017                                                              | Yaoundé                                                                | Camerun                                                                | 1 – 1                                                                  | Zimbabwe                                                               | Amichevole                                                             | -                                                                      | 46’                                                                    |
| 14-1-2017                                                              | Libreville                                                             | Burkina Faso                                                           | 1 – 1                                                                  | Camerun                                                                | Coppa d'Africa 2017 - 1º turno                                         | -                                                                      | 89’                                                                    |
| 18-1-2017                                                              | Libreville                                                             | Camerun                                                                | 2 – 1                                                                  | Guinea-Bissau                                                          | Coppa d'Africa 2017 - 1º turno                                         | 1                                                                      |                                                                        |
| 22-1-2017                                                              | Libreville                                                             | Camerun                                                                | 0 – 0                                                                  | Gabon                                                                  | Coppa d'Africa 2017 - 1º turno                                         | -                                                                      |                                                                        |
| 28-1-2017                                                              | Libreville                                                             | Senegal                                                                | 0 – 0 dts (4 – 5 dtr)                                                  | Camerun                                                                | Coppa d'Africa 2017 - Quarti di finale                                 | -                                                                      |                                                                        |
| 2-2-2017                                                               | Franceville                                                            | Camerun                                                                | 2 – 0                                                                  | Ghana                                                                  | Coppa d'Africa 2017 - Semifinale                                       | 1                                                                      |                                                                        |
| 5-2-2017                                                               | Libreville                                                             | Egitto                                                                 | 1 – 2                                                                  | Camerun                                                                | Coppa d'Africa 2017 - Finale                                           | -                                                                      |                                                                        |
| 24-3-2017                                                              | Radès                                                                  | Tunisia                                                                | 0 – 1                                                                  | Camerun                                                                | Amichevole                                                             | -                                                                      |                                                                        |
| 28-3-2017                                                              | Bruxelles                                                              | Camerun                                                                | 1 – 2                                                                  | Guinea                                                                 | Amichevole                                                             | -                                                                      |                                                                        |
| 10-6-2017                                                              | Yaoundé                                                                | Camerun                                                                | 1 – 0                                                                  | Marocco                                                                | Qual. Coppa d'Africa 2019                                              | -                                                                      |                                                                        |
| 18-6-2017                                                              | Mosca                                                                  | Camerun                                                                | 0 – 2                                                                  | Cile                                                                   | Conf. Cup 2017 - 1º turno                                              | -                                                                      |                                                                        |
| 22-6-2017                                                              | San Pietroburgo                                                        | Camerun                                                                | 1 – 1                                                                  | Australia                                                              | Conf. Cup 2017 - 1º turno                                              | -                                                                      |                                                                        |
| 25-6-2017                                                              | Soči                                                                   | Germania                                                               | 3 – 1                                                                  | Camerun                                                                | Conf. Cup 2017 - 1º turno                                              | -                                                                      |                                                                        |
| 1-9-2017                                                               | Uyo                                                                    | Nigeria                                                                | 4 – 0                                                                  | Camerun                                                                | Qual. Mondiali 2018                                                    | -                                                                      | 23’                                                                    |
| 7-10-2017                                                              | Yaoundé                                                                | Camerun                                                                | 2 – 0                                                                  | Algeria                                                                | Qual. Mondiali 2018                                                    | -                                                                      |                                                                        |
| 11-11-2017                                                             | Ndola                                                                  | Zambia                                                                 | 2 – 2                                                                  | Camerun                                                                | Qual. Mondiali 2018                                                    | -                                                                      |                                                                        |
| 25-3-2018                                                              | Madinat al-Kuwait                                                      | Kuwait                                                                 | 1 – 3                                                                  | Camerun                                                                | Amichevole                                                             | -                                                                      | 46’                                                                    |
| 8-9-2018                                                               | Mitsamiouli                                                            | Comore                                                                 | 1 – 1                                                                  | Camerun                                                                | Qual. Coppa d'Africa 2019                                              | -                                                                      |                                                                        |
| 12-10-2018                                                             | Yaoundé                                                                | Camerun                                                                | 1 – 0                                                                  | Malawi                                                                 | Qual. Coppa d'Africa 2019                                              | -                                                                      | 68’                                                                    |
| 16-11-2018                                                             | Casablanca                                                             | Marocco                                                                | 2 – 0                                                                  | Camerun                                                                | Qual. Coppa d'Africa 2019                                              | -                                                                      |                                                                        |
| 23-3-2019                                                              | Yaoundé                                                                | Camerun                                                                | 3 – 0                                                                  | Comore                                                                 | Qual. Coppa d'Africa 2019                                              | -                                                                      |                                                                        |
| 14-6-2019                                                              | Al Wakrah                                                              | Camerun                                                                | 1 – 1                                                                  | Mali                                                                   | Amichevole                                                             | -                                                                      | 61’                                                                    |
| 25-6-2019                                                              | Ismailia                                                               | Camerun                                                                | 2 – 0                                                                  | Guinea-Bissau                                                          | Coppa d'Africa 2019 - 1º turno                                         | -                                                                      | 78’                                                                    |
| 29-6-2019                                                              | Ismailia                                                               | Camerun                                                                | 0 – 0                                                                  | Ghana                                                                  | Coppa d'Africa 2019 - 1º turno                                         | -                                                                      |                                                                        |
| 2-7-2019                                                               | Ismailia                                                               | Benin                                                                  | 0 – 0                                                                  | Camerun                                                                | Coppa d'Africa 2019 - 1º turno                                         | -                                                                      |                                                                        |
| 6-7-2019                                                               | Alessandria d'Egitto                                                   | Nigeria                                                                | 3 – 2                                                                  | Camerun                                                                | Coppa d'Africa 2019 - Ottavi di finale                                 | -                                                                      |                                                                        |
| 12-10-2019                                                             | Radès                                                                  | Tunisia                                                                | 0 – 0                                                                  | Camerun                                                                | Amichevole                                                             | -                                                                      | 67’                                                                    |
| 13-11-2019                                                             | Yaoundé                                                                | Camerun                                                                | 0 – 0                                                                  | Capo Verde                                                             | Qual. Coppa d'Africa 2021                                              | -                                                                      |                                                                        |
| 17-11-2019                                                             | Kigali                                                                 | Ruanda                                                                 | 0 – 1                                                                  | Camerun                                                                | Qual. Coppa d'Africa 2021                                              | -                                                                      |                                                                        |
| 9-10-2020                                                              | Utrecht                                                                | Giappone                                                               | 0 – 0                                                                  | Camerun                                                                | Amichevole                                                             | -                                                                      |                                                                        |
| 30-3-2021                                                              | Yaoundé                                                                | Camerun                                                                | 0 – 0                                                                  | Ruanda                                                                 | Qual. Coppa d'Africa 2021                                              | -                                                                      |                                                                        |
| 4-6-2021                                                               | Wiener Neustadt                                                        | Nigeria                                                                | 0 – 1                                                                  | Camerun                                                                | Amichevole                                                             | -                                                                      | cap. 84’                                                               |
| 8-6-2021                                                               | Wiener Neustadt                                                        | Camerun                                                                | 0 – 0                                                                  | Nigeria                                                                | Amichevole                                                             | -                                                                      | 60’                                                                    |
| 3-9-2021                                                               | Yaoundé                                                                | Camerun                                                                | 2 – 0                                                                  | Malawi                                                                 | Qual. Mondiali 2022                                                    | 1                                                                      |                                                                        |
| 6-9-2021                                                               | Abidjan                                                                | Costa d'Avorio                                                         | 2 – 1                                                                  | Camerun                                                                | Qual. Mondiali 2022                                                    | -                                                                      |                                                                        |
| 8-10-2021                                                              | Yaoundé                                                                | Camerun                                                                | 3 – 1                                                                  | Mozambico                                                              | Qual. Mondiali 2022                                                    | -                                                                      |                                                                        |
| 11-10-2021                                                             | Tangeri                                                                | Mozambico                                                              | 0 – 1                                                                  | Camerun                                                                | Qual. Mondiali 2022                                                    | 1                                                                      |                                                                        |
| 13-11-2021                                                             | Soweto                                                                 | Malawi                                                                 | 0 – 4                                                                  | Camerun                                                                | Qual. Mondiali 2022                                                    | -                                                                      |                                                                        |
| 16-11-2021                                                             | Douala                                                                 | Camerun                                                                | 1 – 0                                                                  | Costa d'Avorio                                                         | Qual. Mondiali 2022                                                    | -                                                                      |                                                                        |
| 9-1-2022                                                               | Yaoundé                                                                | Camerun                                                                | 2 – 1                                                                  | Burkina Faso                                                           | Coppa d'Africa 2021 - 1º turno                                         | -                                                                      |                                                                        |
| 13-1-2022                                                              | Yaoundé                                                                | Camerun                                                                | 4 – 1                                                                  | Etiopia                                                                | Coppa d'Africa 2021 - 1º turno                                         | -                                                                      |                                                                        |
| 17-1-2022                                                              | Yaoundé                                                                | Camerun                                                                | 1 – 1                                                                  | Capo Verde                                                             | Coppa d'Africa 2021 - 1º turno                                         | -                                                                      |                                                                        |
| 24-1-2022                                                              | Yaoundé                                                                | Camerun                                                                | 2 – 1                                                                  | Comore                                                                 | Coppa d'Africa 2021 - Ottavi di finale                                 | -                                                                      |                                                                        |
| 29-1-2022                                                              | Douala                                                                 | Gambia                                                                 | 0 – 2                                                                  | Camerun                                                                | Coppa d'Africa 2021 - Quarti di finale                                 | -                                                                      | 48’                                                                    |
| 3-2-2022                                                               | Yaoundé                                                                | Camerun                                                                | 0 – 0 dts (1 – 3 dtr)                                                  | Egitto                                                                 | Coppa d'Africa 2021 - Semifinale                                       | -                                                                      |                                                                        |
| 25-3-2022                                                              | Douala                                                                 | Camerun                                                                | 0 – 1                                                                  | Algeria                                                                | Qual. Mondiali 2022                                                    | -                                                                      |                                                                        |
| 29-3-2022                                                              | Blida                                                                  | Algeria                                                                | 1 – 2 dts                                                              | Camerun                                                                | Qual. Mondiali 2022                                                    | -                                                                      |                                                                        |
| 9-6-2022                                                               | Dar es Salaam                                                          | Burundi                                                                | 0 – 1                                                                  | Camerun                                                                | Qual. Coppa d'Africa 2023                                              | -                                                                      | 87’                                                                    |
| 23-9-2022                                                              | Goyang                                                                 | Camerun                                                                | 0 – 2                                                                  | Uzbekistan                                                             | Amichevole                                                             | -                                                                      | 74’                                                                    |
| 8-6-2024                                                               | Yaoundé                                                                | Camerun                                                                | 4 – 1                                                                  | Capo Verde                                                             | Qual. Mondiali 2026                                                    | 1                                                                      | 85’                                                                    |
| 11-6-2024                                                              | Luanda                                                                 | Angola                                                                 | 1 – 1                                                                  | Camerun                                                                | Qual. Mondiali 2026                                                    | -                                                                      | [ 9 ]                                                                  |
| 7-9-2024                                                               | Yaoundé                                                                | Camerun                                                                | 1 – 0                                                                  | Namibia                                                                | Qual. Coppa d'Africa 2025                                              | -                                                                      |                                                                        |
| 10-9-2024                                                              | Kampala                                                                | Zimbabwe                                                               | 0 – 0                                                                  | Camerun                                                                | Qual. Coppa d'Africa 2025                                              | -                                                                      | 28’                                                                    |
| 11-10-2024                                                             | Douala                                                                 | Camerun                                                                | 4 – 1                                                                  | Kenya                                                                  | Qual. Coppa d'Africa 2025                                              | -                                                                      |                                                                        |
| 14-10-2024                                                             | Kampala                                                                | Kenya                                                                  | 0 – 1                                                                  | Camerun                                                                | Qual. Coppa d'Africa 2025                                              | -                                                                      |                                                                        |
| 13-11-2024                                                             | Johannesburg                                                           | Namibia                                                                | 0 – 0                                                                  | Camerun                                                                | Qual. Coppa d'Africa 2025                                              | -                                                                      | 62’                                                                    |
| 25-3-2025                                                              | Douala                                                                 | Camerun                                                                | 3 – 1                                                                  | Libia                                                                  | Qual. Mondiali 2026                                                    | -                                                                      | 90+4’                                                                  |
| Totale                                                                 |                                                                        | Presenze                                                               | 62                                                                     |                                                                        | Reti                                                                   | 5                                                                      |                                                                        |

## Palmarès

### Club
- Campionato ceco: 1

Slavia Praga: 2016-2017
- Coppa della Repubblica Ceca: 2

Slavia Praga: 2017-2018, 2018-2019
- Coppa del Belgio: 1

Gent: 2021-2022

### Nazionale
- Coppa d'Africa: 1

Gabon 2017

### Individuale
- Miglior squadra della Coppa d'Africa: 1

2017